# تاريخ السكر

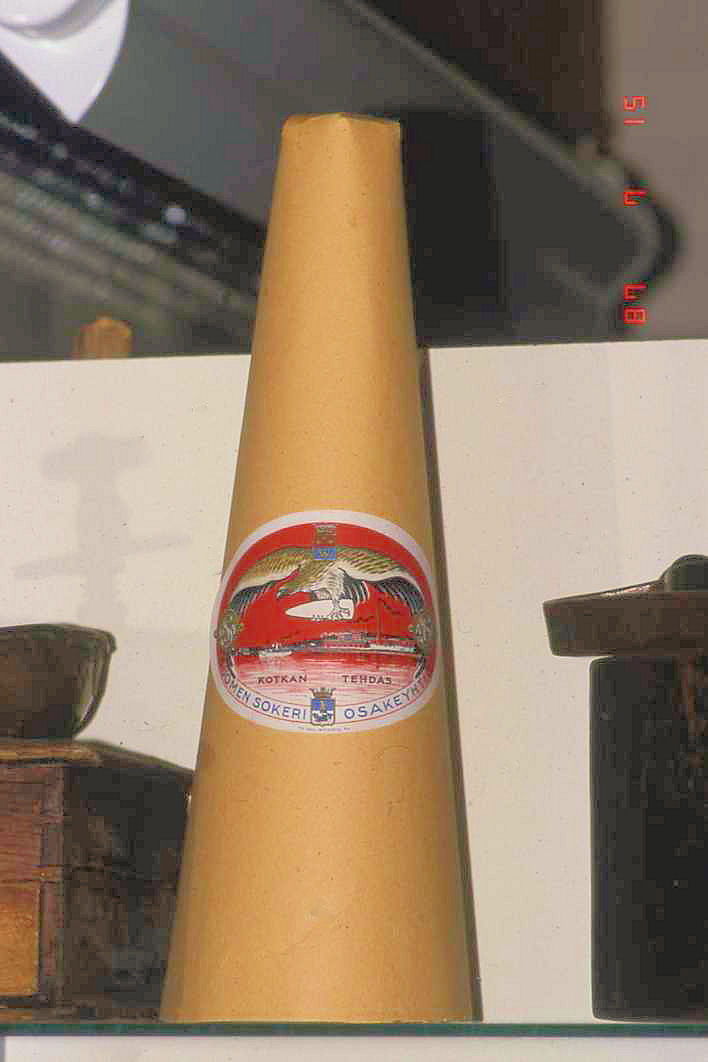

أُنتج السكر لأول مرة من نباتات قصب السكر في شمال الهند في وقت ما بعد القرن الأول الميلادي. يُعتقد أن اشتقاق كلمة «سكر» من اللغة السنسكريتية शर्करा (arkarā)، والتي تعني «السكر المطحون أو المسكر»، في الأصل «الحصى والرمل». في الأدب السنسكريتي من الهند القديمة، المكتوبة بين 1500-500 ق.م، وُجد أول توثيق لزراعة قصب السكر وتصنيع السكر في منطقة البنغال في شبه القارة الهندية. كان الاسم السنسكريتي لمادة السكر المصنوعة هو جودا، أي «تصنع إلى كرة أو تتكتل».
يتضمن تاريخ السكر خمس مراحل رئيسة:
1. استخراج عصير قصب السكر من نبات قصب السكر، وما تلاه من تدجين النبات في المناطق الاستوائية في جنوب شرق آسيا في وقت ما نحو 4000 ق.م.
2. اختراع صناعة حبيبات قصب السكر من عصير قصب السكر في الهند منذ ما يزيد قليلاً عن ألفي عام، تلته تحسينات في تكرير حبيبات الكريستال في القرون الأولى ب.م.
3. انتشار زراعة وتصنيع قصب السكر في العالم الإسلامي في العصور الوسطى مع بعض التحسينات في أساليب الإنتاج.
4. انتشار زراعة وتصنيع قصب السكر إلى جزر الهند الغربية والأجزاء الاستوائية من الأمريكتين ابتداء من القرن السادس عشر، تلته تحسينات أكثر كثافة في الإنتاج في القرنين السابع عشر والتاسع عشر في ذلك الجزء من العالم.
5. تطوير سكر البنجر وشراب الذرة عالي الفركتوز والمحليات الأخرى في القرنين التاسع عشر والعشرين.

كان السكر معروفًا في جميع أنحاء العالم بحلول نهاية العصور الوسطى، وكان مكلفًا للغاية وكان يعدّ «توابل رائعة»، ولكن منذ نحو عام 1500، بدأت التحسينات التكنولوجية ومصادر العالم الجديد في تحويله إلى سلعة سائبة أرخص بكثير.

## انتشار زراعة قصب السكر
هناك مركزان لتدجين قصب السكر: أحدهما لقصب ساكاروم أوفيسيناروم من قبل البابوانيين في غينيا الجديدة والآخر لقصب ساكاروم سينينس من قبل الأسترونيزيين في تايوان وجنوب الصين. استخدم البابوانيون والأسترونزيون في الأصل قصب السكر كغذاء للخنازير المستأنسة. يرتبط انتشار كل من ساكاروم أوفيسيناروم وساكاروم سينينس ارتباطًا وثيقًا بهجرات الشعوب الأسترونيزية. جرت زراعة السكاروم البربري في الهند فقط بعد إدخال ساكاروم أوفيسيناروم.
جرى تدجين ساكاروم أوفيسيناروم لأول مرة في غينيا الجديدة والجزر الواقعة شرق خط والاس من قبل البابوانيين، إذ تعد المركز الحديث للتنوع. منذ نحو 6000 عام، جرت تربيتها بشكل انتقائي من ساكاروم روبيستن الأصلي. انتشر من غينيا الجديدة غربًا إلى جزيرة جنوب شرق آسيا بعد الاتصال بالأسترونيزيين، حيث جرى تهجينه مع سكاروم سبونتانيوم.
مركز التدجين الثاني هو البر الرئيسي جنوب الصين وتايوان حيث كان ساكاروم سينينس من الثقافات الأساسية للشعوب الأسترونيزية. توجد كلمات لقصب السكر في لغات بروتو-الأسترونيزية في تايوان، وأعيدت تسميتها كـ * təbuS أو ** CebuS، والتي أصبحت * tebuh في بروتو والملايو وبولينيزيا. كان أحد المحاصيل الرئيسية الأصلية للشعوب الأسترونيزية من 5500 سنة مضت على الأقل. قد يكون إدخال ساكاروم أوفيسيناروم الأكثر حلاوة قد حل محله تدريجياً في جميع أنحاء النطاق المزروع في جزيرة جنوب شرق آسيا.
من جزيرة جنوب شرق آسيا، انتشر ساكاروم أوفيسيناروم شرقًا إلى بولينيزيا وميكرونيزيا بواسطة مسافرين أسترونيزيين كنبات للزورق منذ نحو 3500 سنة مضت. وانتشر غربًا وشمالًا منذ نحو 3000 إلى الصين والهند من قبل التجار الأسترونيزيين، حيث هُجّن مع سكاروم سينينس وساكاروم بربري. من هناك انتشر أكثر في غرب أوراسيا والبحر الأبيض المتوسط.
في الهند، حيث تطورت عملية تكرير عصير القصب إلى بلورات حبيبية، غالبًا ما زارت القوافل الإمبراطورية (مثل تلك القادمة من الصين) للتعرف على الزراعة وتكرير السكر. بحلول القرن السادس الميلادي، وصلت زراعة السكر وتصنيعه إلى بلاد فارس، ومن هناك جُلبت هذه المعرفة إلى البحر الأبيض المتوسط من خلال التوسع العربي. «كان عرب [القرون الوسطى] يجلبون معهم السكر حيثما حطّوا، منتجًا أو ينقلون تكنولوجيا إنتاجه».
حمل الاستكشاف والغزو الإسباني والبرتغالي في القرن الخامس عشر السكر إلى جنوب غرب إيبيريا. إذ قدم هنري الملاح قصب السكر إلى ماديرا عام 1425، بينما قدم الإسبان، بعد أن أخضعوا جزر الكناري في النهاية، قصب السكر لهم. في عام 1493، في رحلته الثانية، حمل كريستوفر كولومبوس شتلات قصب السكر إلى العالم الجديد، لا سيما هيسبانيولا.

## الاستخدام المبكر لقصب السكر في الهند
نشأ قصب السكر في شبه القارة الهندية الاستوائية وجنوب شرق آسيا. من المحتمل أن تكون الأنواع المختلفة التي نشأت في مواقع مختلفة -حيث نشأت ساكاروم بربري في الهند وساكاروم يدول وساكاروم أوفيسيناروم- قادمة من غينيا الجديدة. في الأصل، كان الناس يمضغون قصب السكر نيئًا لاستخراج حلاوته. إلى أن اكتشف الهنود هيكل بلورة السكر خلال عهد أسرة جوبتا نحو عام 350 بعد الميلاد، على الرغم من أن الأدلة الأدبية من الأطروحات الهندية مثل أرثاشاسترا في القرنين الرابع والثالث قبل الميلاد تشير إلى أن السكر المكرر كان يُنتج بالفعل في الهند.
حمل البحارة الهنود «مستهلكو الزبدة والسكر المصفى»، السكر عبر طرق تجارية مختلفة. جلب الرهبان البوذيون المتنقلون أساليب بلورة السكر إلى الصين. في عهد هارشا (حكم من 606 إلى 647) في شمال الهند، درّس المبعوثون الهنود في الصين خلال حكم التانغ طرق زراعة قصب السكر بعد أن بدا اهتمام الإمبراطور تايزونغ من تانغ (حكم من 626 إلى 649) بالسكر معروفًا، وسرعان ما بدأت الصين زراعة قصب السكر لأول مرة في القرن السابع. تؤكد الوثائق الصينية بعثتين على الأقل إلى الهند، بدأت في عام 647 م، للحصول على تكنولوجيا لتكرير السكر. أصبح السكر في الهند والشرق الأوسط والصين، عنصرًا أساسيًا في الطبخ والحلويات.
تضمنت طرق التكرير المبكرة طحن القصب أو سحقه لاستخراج العصير، ثم غليان العصير أو تجفيفه في الشمس لإنتاج مواد صلبة سكرية تشبه الحصى. تعني الكلمة السنسكريتية التي تعني السكر (sharkara) أيضًا الحصى أو الرمل.  وبالمثل، يستخدم الصينيون مصطلح «سكر الحصى» وكان معروفًا عند الغرب باسم «سكر المائدة».
في عام 1792، ارتفعت أسعار السكر في بريطانيا العظمى. في 15 مارس 1792، قدم وزراء جلالة الملك إلى البرلمان البريطاني تقريرًا يتعلق بإنتاج السكر المكرر في الهند البريطانية. أفاد الملازم ج. باترسون، من مؤسسة البنغال، بأن السكر المكرر يمكن إنتاجه في الهند بالعديد من المزايا المتفوقة، وبتكلفة أرخص بكثير من جزر الهند الغربية.

## قصب السكر في عصر القرون الوسطى في العالم الإسلامي وأوروبا
هناك سجلات بين الإغريق والرومان القدماء، ذكرت السكر فقط كدواء مستورد، ولم يكن معروفًا كغذاء. على سبيل المثال، كتب الطبيب اليوناني ديوسكوريدس في القرن الأول (بعد الميلاد): «هناك نوع من العسل المدموج يسمى السكشارون [أي السكر] موجود في القصب في الهند وإيوديمون العربية [أي اليمن] يشبه في الملح في التناسق والهشاشة بدرجة كافية ليُطحن بين الأسنان مثل الملح. ومن الجيد إذابته في الماء للأمعاء وكغذاء، ويمكن تناوله كمشروب للمساعدة على تخفيف آلام المثانة والكلى». وقد وصف بليني الأكبر، وهو روماني من القرن الأول الميلادي، السكر بأنه طبي: «يصنع السكر في الجزيرة العربية أيضًا، لكن السكر الهندي أفضل. إنه نوع من العسل يوجد في قصب السكر، أبيض كالعلكة، يُطحن بين الأسنان. يأتي في كتل بحجم حبة البندق. ويستخدم فقط للأغراض الطبية».
خلال العصور الوسطى، تبنى رواد الأعمال العرب تقنيات إنتاج السكر من الهند ووسعوا الصناعة. أقام عرب العصور الوسطى في بعض الحالات مزارع كبيرة مجهزة بمصانع السكر أو المصافي في الموقع. يتطلب نبات قصب السكر، والذي يعود أصله إلى المناخ الاستوائي، الكثير من الماء والكثير من الحرارة للنمو. انتشرت زراعة النبات في جميع أنحاء العالم العربي في العصور الوسطى باستخدام الري الصناعي. نمت لأول مرة على نطاق واسع في جنوب أوروبا في العصور الوسطى خلال فترة الحكم العربي في صقلية التي بدأت نحو القرن التاسع. بالإضافة إلى صقلية، كانت الأندلس (ما يعرف حاليًا بجنوب إسبانيا) مركزًا مهمًا لإنتاج السكر، بدءًا من القرن العاشر.
من العالم العربي، جرى تصدير السكر إلى جميع أنحاء أوروبا. زاد حجم الواردات في القرون الوسطى اللاحقة كما يتضح من الإشارات المتزايدة إلى استهلاك السكر في الكتابات الغربية في العصور الوسطى المتأخرة. لكن سكر القصب ظل استيرادًا مكلفًا. كان سعره للرطل في إنجلترا في القرنين الرابع عشر والخامس عشر مساويًا للتوابل المستوردة من آسيا الاستوائية مثل الصولجان (جوزة الطيب) والزنجبيل والقرنفل والفلفل، والتي كان لا بد من نقلها عبر المحيط الهندي في تلك الحقبة.
يتتبع كلايف بونتنج انتشار زراعة قصب السكر منذ دخوله إلى بلاد ما بين النهرين، ثم بلاد الشام وجزر شرق البحر الأبيض المتوسط وخاصة قبرص بحلول القرن العاشر. ويشير إلى أنها انتشرت على طول ساحل شرق أفريقيا لتصل إلى زنجبار.
جلب الصليبيون السكر معهم إلى أوروبا بعد حملاتهم في الأراضي المقدسة، حيث واجهوا قوافل تحمل «الملح الحلو». وفي أوائل القرن الثاني عشر، استحوذت البندقية على بعض القرى بالقرب من صور وأنشأت مزارع لإنتاج السكر من أجل التصدير إلى أوروبا، إذ جرت إضافة العسل باعتباره المُحلي الوحيد المتاح. وصف مؤرخ الحملات الصليبية ويليام أوف في أواخر القرن الثاني عشر صورَ بأن السكر فيها «أثمن منتج، وهو ضروري جدًا لاستخدام وصحة الجنس البشري». ورد أول ذكر للسكر باللغة الإنجليزية في أواخر القرن الثالث عشر.